# Православ'я у Шрі-Ланці

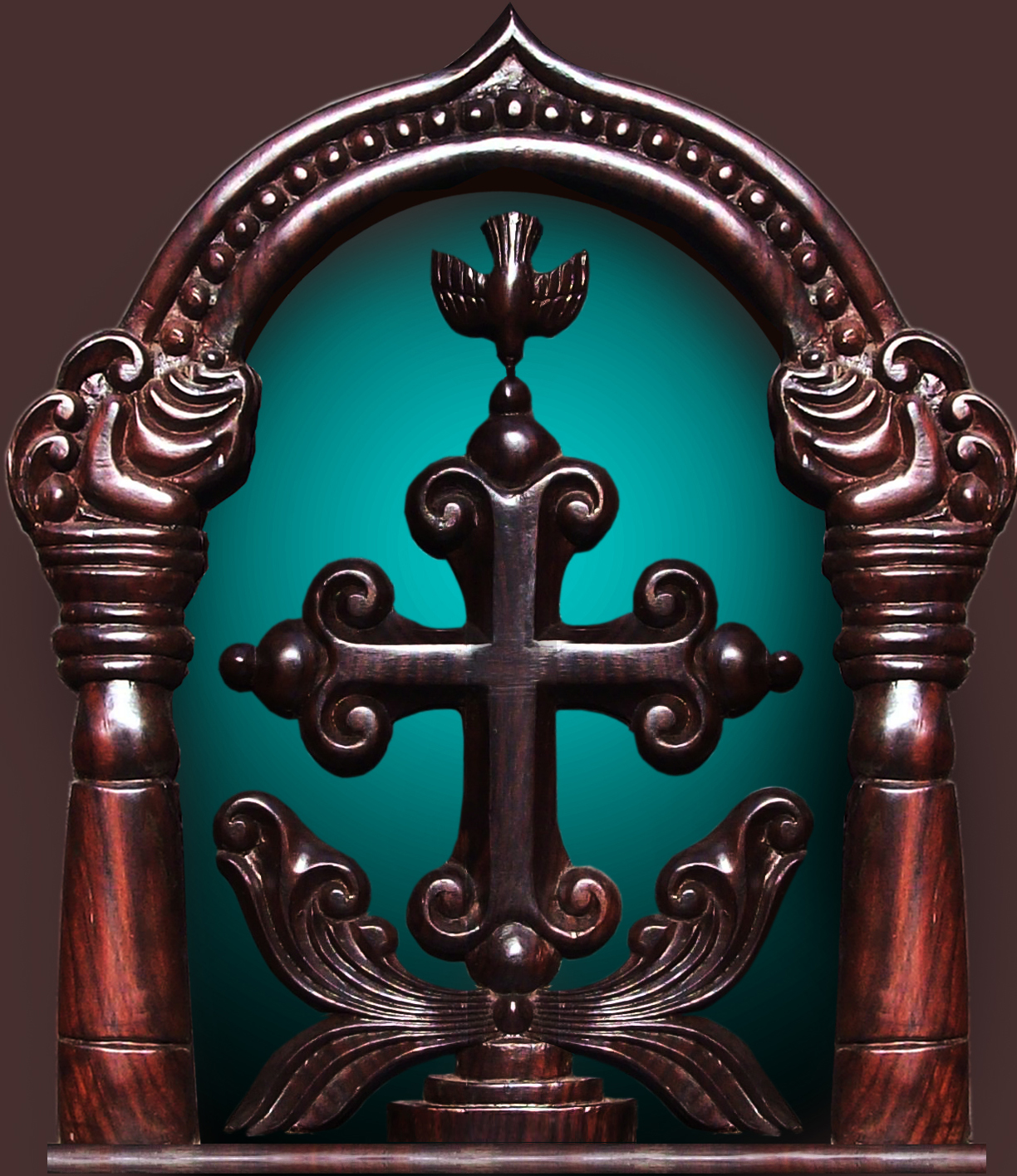
Індійський хрест апостола Фоми

Православ’я у Шрі-Ланці практично відсутнє, і представлене лише поодинокими богослужіннями, які проводить Маланкарська церква Індії, котра є частиною орієнтального православ’я, що розділилося з Православною церквою ще в першому тисячолітті. У 2008 році Вселенський патріархат утворив митрополію Сінгапуру і всієї Південної Азії, куди територіально увійшла також і Шрі-Ланка, однак парафії на острові відкриті не були.
Особливістю Шрі-Ланки є серйозні гоніння на християн будь-яких деномінацій, включно з вбивствами священнослужителів, з боку радикальних буддистів. Це робить майже неможливою місію на острові.

## Історія
Згідно християнського передання апостол Фома першим прибув на Шрі-Ланку у 1 столітті. Після його прибуття на березі острова були засновані невеликі християнські поселення, однак християни лишалися в меншості.
Християнське населення суттєво збільшилося з прибуттям португальських римо-католицьких місіонерів у 15 столітті. У 16 столітті Шрі-Ланку захопили голландці, які до 1722 року змогли навернути 21% населення острова у християнство. Англіканські та інші протестантські місіонери прибули на острів на початку 19 столітті, коли Шрі-Ланку захопила Велика Британія. Орієнтальні православні місіонери прибули з Індії на початку 20 століття.
У 1940-вих після здобуття Шрі-Ланкою незалежності на острові почалися гоніння на християн усіх юрисдикцій з боку буддистської більшості.

## Православна церква
Православна церква після розділення із орієнтальним православ’ям не була представлена на острові жодними інституціями. У 2008 році Вселенський патріархат утворив митрополію Сінгапуру і всієї Південної Азії, яка територіально включила в себе також Шрі-Ланку, одначе парафій на острові досі створено не було. Місія на острові дуже ускладнена через переслідування християн будь-яких деномінацій.

## Орієнтальне православ’я
Історично на острові було представлене орієнтальне православ’я, нечисельні послідовники якого, імовірно, існували впродовж усієї історії, але яке найбільш поширилося на початку 20 століття у зв’язку з місіонерською діяльністю Маланкарської православної церкви Індії, що входить до спільноти орієнтальних православних церков (поруч із Коптською, Ефіопською та Вірменською). У 1940-вих тут було вже 25 церков орієнтальних православних, до яких належали понад 10 000 родин, але наприкінці десятиліття після здобуття незалежності почалися гоніння на християн з боку буддистської більшості. Ці гоніння продовжуються і на початку 21 століття, у результаті чого сильно потерпають як римо-католики, так і протестанти, а орієнтальні православні практично повністю зникли або пішли в підпілля. Перша відкрита орієнтальна православна літургія відбулася у 2015 році, після 75 річної перерви. Приміщення для богослужіння надала Англіканська церква Шрі-Ланки.